# Варвалюк Семен Тимофійович
Семе́н Тимофі́йович Варвалю́к (нар. 1861, с. Коржова Черкаська область — 1932) — український актор.

## Життєпис
3 1879 по 1885 працював в Уманських опереткових театрах Снігірьова і Новікова. Згодом у російському театрі у Вінниці.
У 1888–1915 грав у трупах театрів М. Василенка, М. Старицького, Д. Гайдамаки, М. Ярошенка. В трупі Ярошенка виступав разом з Павлом Барвінським, В. Гульбенко, О. Зініною, Юрієм Кипоренком-Доманським.
Далі виступав у Чернігівському державному драматичному театрі.
Ролі у виставах:
- Кичатий («Назар Стодоля»),
- Бичок («Глитай, або ж Павук»), Голохвастий («За двома зайцями»),
- Шельменко («Шельменко-денщик»),
- Возний («Наталка-Полтавка»),
- Омелько («Мартин Боруля»).